# 丹凤朝阳阁
丹凤朝阳阁（简称：朝阳阁，曾为杨增新公祠）是中华人民共和国新疆维吾尔自治区乌鲁木齐市仅存的宫殿式建筑。始建于民国七年（公元1918年）。2003年，被列为第五批新疆维吾尔自治区文物保护单位。

## 历史
中华民国七年（公元1918年），主政新疆的杨增新开始扩建位于迪化城西的鉴湖公园。这次扩建，新修建了阅微草堂、醉霞榭、晓春亭等建筑，其中也包括杨增新公祠，也就是后来的丹凤朝阳阁。这次新建建筑的修建经费由民间集资而来，当时社会知名人士杨飞霞、新疆天津商会首任会长杨绍周、陇商苗沛然等人负责监造杨增新公祠等建筑。杨增新公祠是从北京、天津、西安等地寻找的工匠设计建造而成，其中工程总设计是高级木工崔大师，木工领工是天津杨柳青工匠王恩荣，瓦工领工是西安工匠李天喜。杨增新公祠在经过2个多月的设计，数年的建造后，最终于民国十一年（公元1922年）建造完成。在公祠前，建有铜像亭，亭子上层为杨增新铜像，下层则是刻有杨增新功名的刻碑。在杨增新公祠上还有他的巨幅画像。杨增新在民国十七年（公元1928年）七七政变被刺杀后，其继任者金树仁每年七月七日依然在此地祭奠杨增新。直到民国二十二年（公元1933年）金树仁在四一二政变后下台，新疆新的统治者盛世才将杨增新公祠更名为丹凤朝阳阁，此名沿称至今。除此之外，盛世才还拆除了丹凤朝阳阁前的杨增新的铜像和画像。1937年5月7日，中国工农红军西路军左支队抵达迪化后，便驻扎在丹凤朝阳阁等地，后迁入西后街的驻地。
鉴湖公园经数次改名，在新疆和平解放后改为现名，即人民公园。丹凤朝阳阁由乌鲁木齐市人民公园管理部门负责管理。1984年，人民公园对丹凤朝阳阁进行维修。2003年2月，丹凤朝阳阁被列入第五批新疆维吾尔自治区文物保护单位。同年，乌鲁木齐市文物管理所发现丹凤朝阳阁的柱子出现了倾斜、腐朽的情况。在被列为自治区文物保护单位后，乌鲁木齐市人民政府拨款300万元人民币，修缮丹凤朝阳阁。然而乌鲁木齐市人民公园管理部门在未经过新疆维吾尔自治区文物局和乌鲁木齐市文物保护管理所的批准下，从2003年9月开始自行动工对丹凤朝阳阁进行维修，此次维修期间将原建筑拆除。2015年前，丹凤朝阳阁的木构件、梁架的油漆涂层出现脱落，木质围栏出现裂纹。一楼楼梯口地基出现下沉。2016年，乌鲁木齐市人民公园对朝阳阁进行维护，主要内容包括整体彩绘、粉刷和修缮。

## 地点与建筑

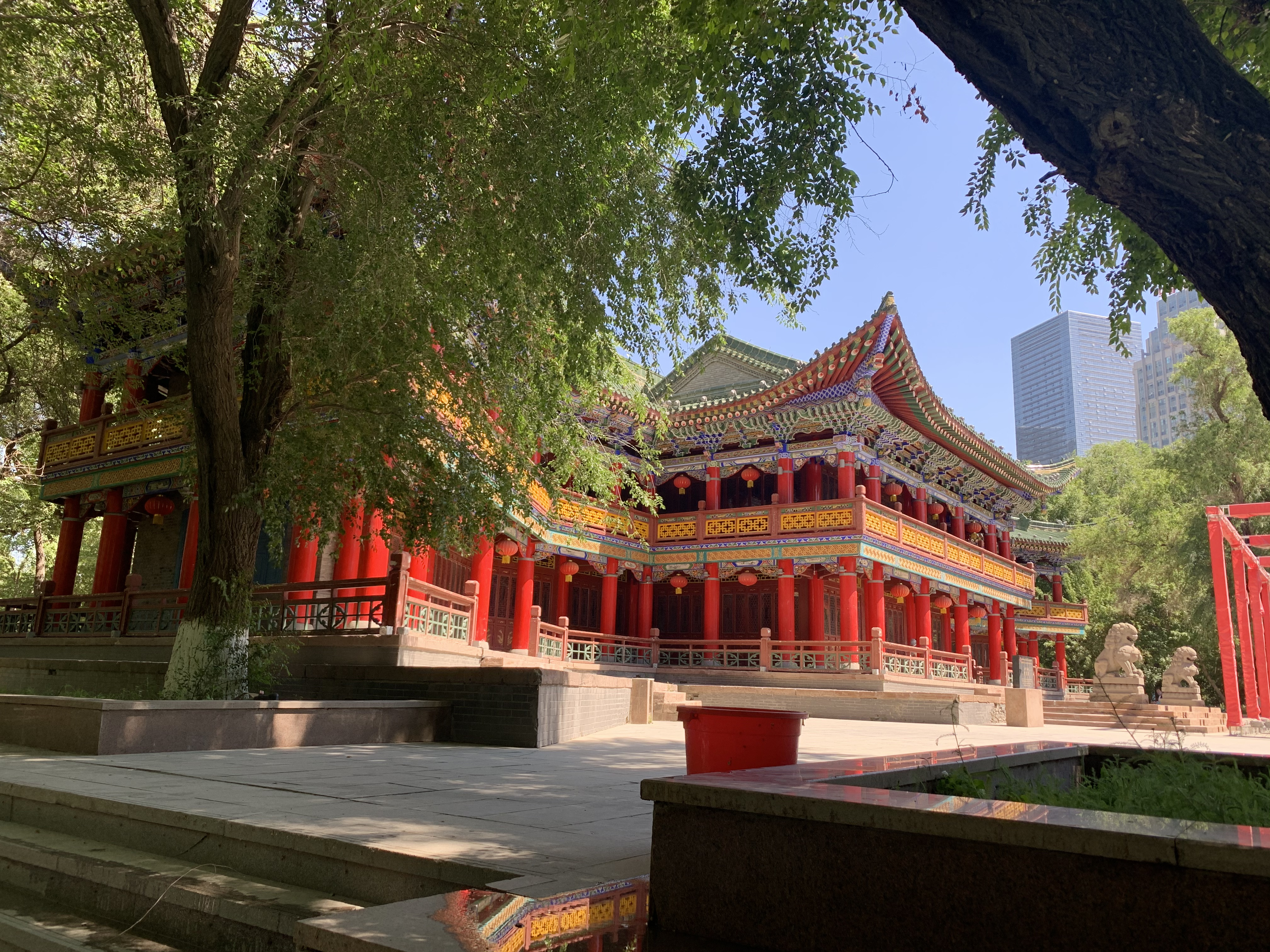
丹凤朝阳阁

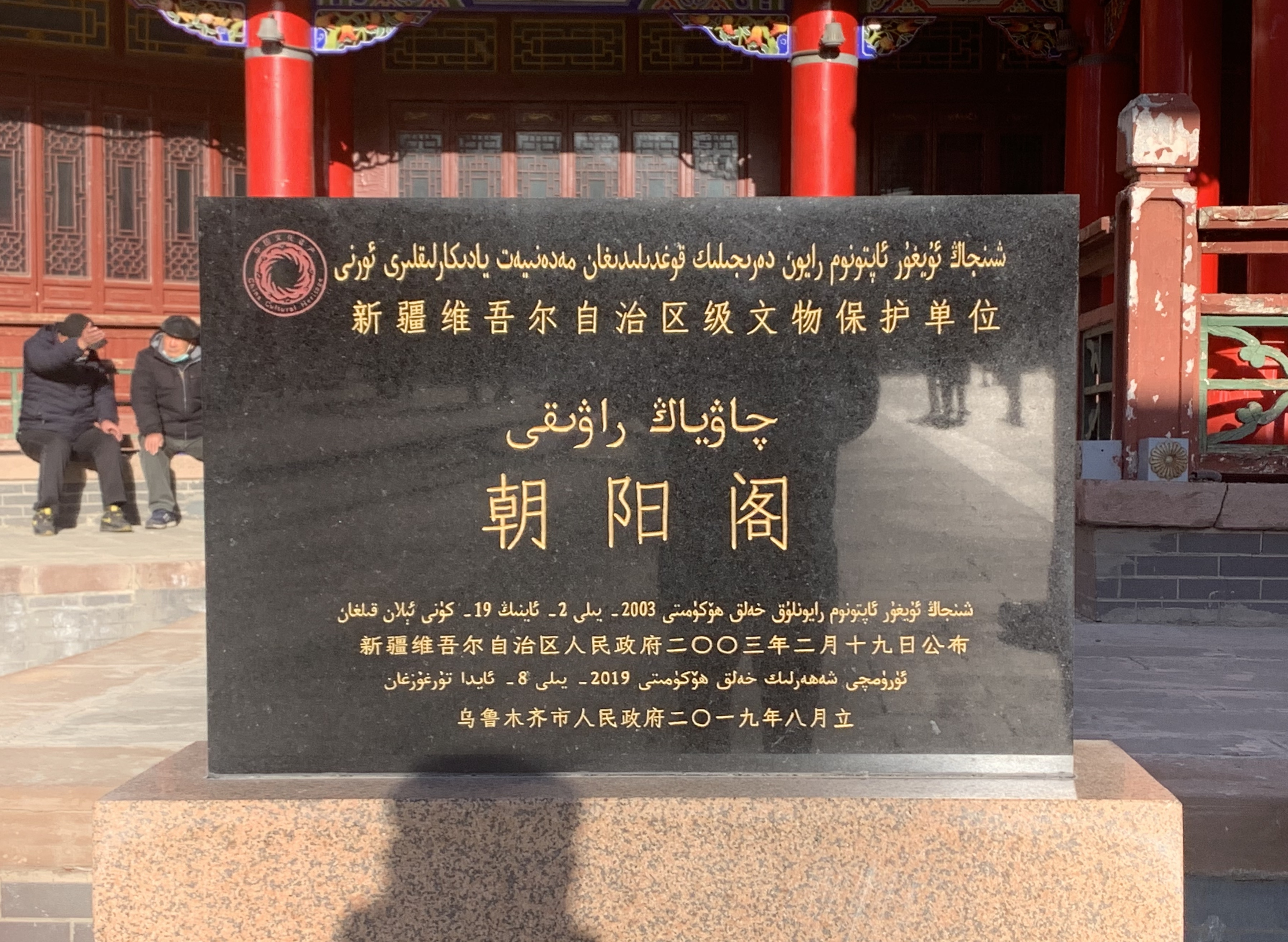
新疆维吾尔自治区文物保护单位朝阳阁

丹凤朝阳阁位于中华人民共和国新疆维吾尔自治区乌鲁木齐市沙依巴克区友好南路3号，乌鲁木齐市人民公园鉴湖南岸，坐北朝南，与湖心亭相对，西侧是阅微草堂。丹凤朝阳阁四周有百年古榆树、白蜡、松树等植物。丹凤朝阳阁的建筑风格仿照北京故宫太和殿，总建筑面积近1523平方米。丹凤朝阳阁原为二层木架结构建筑。平面呈现山字形，屋顶为单檐歇山顶式。无重檐，金柱和檐柱到顶，檐柱顶有斗拱，且有外拽爪拱。檐柱的额枋有平身科斗拱。正脊有压顶正吻作为装饰，垂脊和戗脊均有脊兽作为装饰。梁枋有施旋子彩画。在两层的檐柱外都有栏杆，稍间有单跑楼梯。明间和次间都是一大进深房屋，中部均有雕花的屏障。屏障之后为楼梯口，金柱之间有镂空雕花的门窗，山墙与后槛墙都为青砖砌筑。拱形砖砌过梁。后槛墙的稍间有后门，门上有字迹不清的门匾，为砖砌。门前的三层台阶上有一对2米高口含绿珠的石狮子。两层楼正中挂写有“丹凤朝阳阁”的绿色匾额。横枋绘有孔雀戏牡丹、百花争艳、百鸟争鸣、山水风景等图案。丹凤朝阳阁四周原立有56根平均直径40厘米以上的廊柱，廊柱原用天山山脉一带的红松木。每个廊柱顶端刻有五彩龙头，在重叠的横枋上则雕有超过70个的龙头凤尾。
2003年重修后，丹凤朝阳阁为砖木结构和混凝土结构的两层楼房，主楼和配楼连在一起，每层对称三间。四周回廊的廊柱数量改为39根。并且更换了大部分木结构的梁架和木质门窗。屋面被改为筒瓦顶，青砖成为了一楼的地面材质。承重墙、木柱及梁架均改成了水泥材料。外部装饰图案多为云卷纹和竹叶图。